# Clark County, Wisconsin
 Clark County är ett administrativt område i den centrala delen av delstaten Wisconsin, USA. Den administrativa huvudorten (county seat) är Neillsville.

## Geografi
Enligt United States Census Bureau så har countyt en total area på 3 157 km². 3 148 km² av den arean är land och 9 km² är vatten. 

### Angränsande countyn
- Taylor County - nord
- Marathon County - öst
- Wood County - sydost
- Jackson County - syd
- Eau Claire County - väst
- Chippewa County - nordväst

### Större orter
- Neillsville med 2 700 invånare
- Fremont – 1 200
- Pine Valley – 1 100
- Thorp – 1 500